# Solaris (Rougemuraille)
Pour les articles homonymes, voir Solaris.
Solaris (titre original : Outcast of Redwall) est le huitième tome de la série Rougemuraille de Brian Jacques. Publié en 1995, il fut traduit en français et découpé en trois tomes : Le Sauveur à tête d'or, L'Orphelin maudit et Le Jugement du guerrier.
Dans l'ordre chronologique de l'histoire, il est précédé par Le Guerrier disparu et suivi par Mariel.

## Résumé

### Le Sauveur à tête d'or
Durant l'hiver, la horde du furet Sigrif le Vicieux capture un jeune blaireau et le maltraite régulièrement. Il se lie d'amitié avec un faucon du nom de Cresserel, prisonnier de la horde lui aussi, qui l'aide à se libérer. Avant de s'échapper, le blaireau ramasse une énorme branche et écrase la patte de Sigrif. Comme le blaireau ne se rappelle pas son nom, Cresserel le nomme Solaris, à cause de la rayure dorée sur son front. Les deux animaux deviennent inséparables et voyagent à travers les bois de Mousseray, aidant les faibles et les opprimés. Les saisons passent, Solaris et Sigrif deviennent plus forts et plus vifs; la confrontation finale devient inévitable, les deux ennemis criant vengeance.
Dans ses rêves, Solaris voit la montagne Salamandastron, demeure de ses ancêtres. Il fait donc route vers ce lieu pour devenir un blaireau souverain.

### L'Orphelin maudit
Sigrif et sa horde font route à travers les bois de Mousseray, et l'abbaye est sur leur chemin. Cresserel prévient les habitants qui décident d'éviter une attaque frontale et de dévier les envahisseurs de leur trajectoire. Dans la bataille, le fils de Sigrif tombe dans un fossé et est recueilli par les habitants qui lui donnent le nom de Sibyl. L'enfant est confié à Capucine, qui est chargée de son éducation et sera son seul soutien à Rougemuraille. En effet, le jeune Sibyl s'avère au moins aussi cruel que son père et va jusqu'à empoisonner l'eau destinée à Frère Jean. À la suite de cette affaire, il est banni de l'abbaye et jure de revenir se venger. Il prend la route de Salamandastron où il pense retrouver son père. Effectivement, Sigrif et sa horde, agrandie par les troupes de Zigar le corsaire, sont proches de la grande montagne de feu...

### Le jugement du guerrier
La confrontation finale approche. Sigrif et son armée sont au pied de Salamandastron tandis que Solaris élabore des stratégies pour pallier le manque de troupes et de défenses. Cependant, Capucine s'échappe de l'abbaye pour rattraper Sibyl et elle est rejointe par son ami Gontran. 
Sigrif pense avoir l'avantage du nombre mais c'est sans compter sur la détermination de la Patrouille des Coureurs de Fond et l'arrivée de renforts en la personne des loutres et musaraignes de Mousseray. Sigrif est donc défait et bat en retraite. Solaris et quelques lièvres décident de le poursuivre pour lui faire payer tous ses crimes. Pendant ce temps, Sibyl arrive sur un plateau rocheux non loin de Salamandastron, suivi de près par Capucine et Gontran. Sigrif et le reste de sa horde arrivent à ce même endroit, ainsi le père et le fils se rencontrent enfin. Solaris et ses lièvres entreprennent d'escalader la montagne pour arriver au plateau, mais le seigneur blaireau se fait surprendre par Sigrif qui l'assomme à coup de pierre. À la faveur de la nuit, Capucine tente d'aller sauver Solaris mais se fait prendre par Sigrif. Sibyl intervient alors et Capucine réussit à délivrer le blaireau, pendant que Sigrif ramasse un javelot et le jette en direction de la jeune souris. Sibyl se jette sur la trajectoire du projectile, se sacrifiant pour sauver celle qui l'a élevé. Solaris, libéré de ses liens, peut laisser libre cours à sa fureur et jette le furet du haut de la montagne.
Nos héros rentrent à l'abbaye, où ils sont accueillis par un banquet gigantesque, mais surtout où Solaris peut enfin rencontrer sa mère, Bella de Castelblairis.